# Volksgemeinschaft
Volksgemeinschaft es una expresión alemana cuyo significado en español sería «comunidad popular». El término hacía referencia al ideal de una sociedad armoniosa, libre de conflictos, y que hubiera dejado atrás tanto las barreras interclasistas como lucha de clases. Esta expresión se hizo popular originalmente durante la Primera Guerra Mundial mientras los alemanes se manifestaban apoyando la guerra, apelando a la idea de romper el elitismo y unir a la gente de todas las clases sociales con el fin de alcanzar tal propósito nacional (la victoria militar en contienda). Sin embargo, sería bajo la dictadura de Adolf Hitler cuando el término alcanzara un mayor uso público, aunque con unas connotaciones muy distintas a las del planteamiento original, y con un alcance mucho mayor que el que había tenido el concepto original. La enciclopedia alemana Meyers Konversations-Lexikon ha definido al Volksgemeinschaft como el «concepto central del pensamiento nacionalsocialista».

## Orígenes y desarrollo del concepto
Se cree que el concepto tiene su origen en la teoría que Ferdinand Tönnies expone en su trabajo Gemeinschaft und Gesellschaft («Comunidad y Sociedad») de 1887. Décadas después, en 1932, Tönnies se unió al Partido Socialdemócrata de Alemania para oponerse al ascenso del nazismo y protestó en contra del uso que se estaba haciendo de su concepto. Tras la subida al poder de Adolf Hitler, Tönnies fue destituido por las autoridades nazis en su puesto de docente honorario.
En el período posterior a la Primera Guerra Mundial, la idea del Volksgemeinschaft fue usada para interpretar las catástrofes económicas y las dificultades a las que tenían que enfrentarse los alemanes durante el período de la República de Weimar como una experiencia común de la nación alemana y argumentar a favor de la unidad alemana que lograse una renovación y pusiera fin a la crisis. Esta idea fue adoptada por el Partido Nazi para justificar sus acciones contra los judíos, especuladores, marxistas, y los aliados, a quienes los nazis acusaban de haber obstruido la regeneración nacional alemana, causando la "desintegración nacional" en 1918 y la derrota alemana en la Gran Guerra.
Todavía persiste un fuerte debate entre los historiadores sobre si realmente llegó a establecerse un auténtico Volksgemeinschaft entre 1933 y 1945. Este es un tema especialmente controvertido por razones éticas y políticas, y se hace difícil por el lenguaje ambiguo empleado por los nazis cuando se hablaba del Volksgemeinschaft.

## LaVolksgemeinschaftnazi
En el período posterior a la Revolución de Noviembre de 1918, que marcó el final del Imperio Alemán y el comienzo de la República de Weimar, entre muchos alemanes existía una gran animosidad hacia la República de Weimar y hacia los socialdemócratas, que habían sido los que habían patrocinado su fundación. Poco después, a este sentimiento se le unió la ansiedad producto de la grave crisis económica que irrumpió a comienzos de la década de 1930 y dejó un elevado número de alemanes en desempleo. Esta situación llevó a un incremento en la popularidad del Partido Nazi, incluso entre la tradicionalmente izquierdista clase obrera, que después de todo deseaban que el gobierno resolviera la crisis económica. Hitler prometió restaurar la fe en el Volk y llevar Alemania a la plenitud de su existencia.

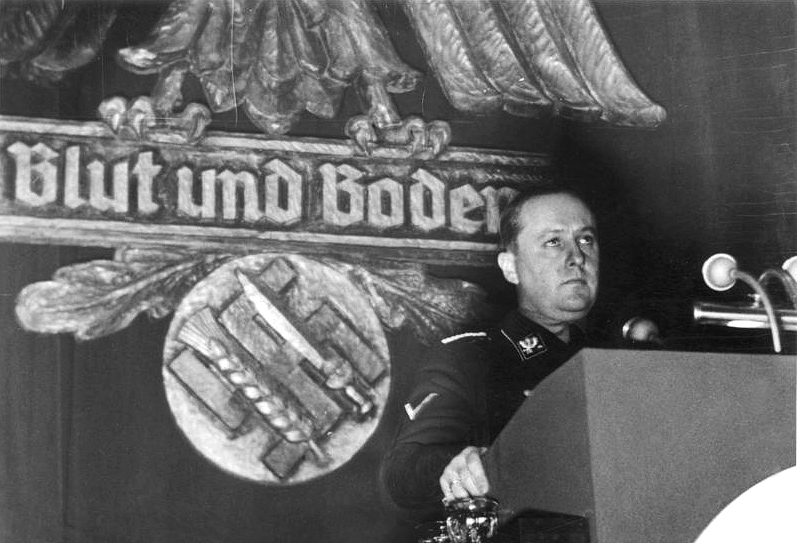
Walther Darré en un encuentro con la comunidad granjera de Goslar el 13 de diciembre de 1937. Tras él hay un Reichsadler y una esvástica junto al símbolo de la organización Blut und Boden.

Al subir al poder en 1933, los nazis trataron de obtener el apoyo de los diversos elementos de la sociedad. Su concepto de Volksgemeinschaft era el de una sociedad racialmente unificada y jerárquicamente organizada. Se trataba de una unidad mística, una forma de alma racial que uniría a todos los alemanes. Este alma se consideraba que estaba relacionada con la tierra, tal y como exponía la doctrina del Blut und Boden. De hecho, una de las razones que cimentaba el planteamiento del Blut und Boden fue la creencia de que el terrateniente y el campesino vivían en una armonía orgánica. Los alemanes que mantenían relaciones sexuales con no-alemanes estaban excluidos automáticamente de formar parte de la comunidad popular.
El Partido Nazi reforzó su apoyo entre los sectores nacionalistas y conservadores presentándose como aliados del presidente Paul von Hindenburg, que en Alemania era considerado un héroe de guerra de la Primera Guerra Mundial.
Los nazis también trataron de ganarse el apoyo de los trabajadores adoptando como propia la festividad del Primero de Mayo, un día celebrado tradicionalmente por las organizaciones laborales, y declarándolo a partir de entonces un día festivo, además de organizar diversas celebraciones el 1 de mayo de 1933 en honor de los trabajadores alemanes. De hecho, los nazis hicieron hincapié en que Alemania debía honrar a sus trabajadores. El régimen creía que la única manera de evitar una repetición del desastre de 1918 era asegurarse el apoyo de los trabajadores al Gobierno alemán. Y en ese sentido, el régimen también insistió a través de la propaganda en que todos los alemanes tomaran parte en las celebraciones del Primero de Mayo, ya que según el planteamiento nacionalsocialista, esto ayudaría a romper la tradicional hostilidad que existía entre los trabajadores y la burguesía. Durante todo el Primero de Mayo la radio estatal alemana emitió canciones de alabanza hacia los trabajadores, además de exhibiciones aéreas y fuegos artificiales en Berlín. Hitler habló de los trabajadores como «patriotas» que habían levantado el poder industrial de Alemania, que habían servido honorablemente en la Gran Guerra, y que había sido oprimidos bajo el liberalismo económico. El diario Berliner Morgenpost, que en el pasado había estado fuertemente relacionado con la izquierda, ahora elogiaba las celebraciones del Primero de Mayo por parte del nuevo régimen.
En las escuelas se organizaron diversos actos festivos que simbolizaran la abolición de las diferencias interclasistas.
Los nazis mantuvieron las políticas de bienestar social iniciadas por los gobiernos de la República de Weimar y movilizó a voluntarios para ayudar a aquellos alemanes empobrecidos "racialmente dignos" a través de la Organización Nacionalsocialista de Bienestar Popular. Esta organización supervisó todas las actividades de caridad, y se convirtería en la mayor organización cívica en la Alemania nazi. El régimen nazi logró que muchas mujeres de clase media participasen en el trabajo social ayudando a las masas de familias necesitadas. Además, las campañas del Winterhilfswerk también actuaron a modo de ritual que generase sentimientos públicos.

### En la propaganda
Los nazis dieron una gran importancia en su propaganda a esta nueva «Comunidad popular», describiendo los eventos de 1933 como una Volkwerdung, o un pueblo que se hacía a sí mismo. El Volk no era simplemente un pueblo como tal; un alma mística los unía, y la propaganda retrataba continuamente a los individuos como parte de un gran conjunto, por el que valía la pena morir. Un mantra común nazi decía que debía ponerse la "necesidad colectiva por encima de la codicia individual", algo que —independientemente de la ideología nazi— también constituía un sentimiento generalizado de esta época. Para ejemplificar y fomentar tales puntos de vista, cuando las Hitlerjugend y la Bund Deutscher Mädel realizaban colectas para el Winterhilfswerk o «Auxilio de Invierno», no se informaba sobre los donativos individuales realizados, sino lo que cada organización había logrado recolectar. Las campañas del Winterhilfswerk actuaban como un ritual para generar este sentimiento público.
Hitler llegó a declarar que él ya no sabía nada sobre burgueses o proletarios: sólo sobre alemanes. La Volksgemeinschaft fue presentada como la superación de las diferencias existentes entre partidos y clases sociales. Así, esta «comunalidad» que superaba las luchas interclasistas fue uno de los grandes atractivos del nazismo.
Tras el fracaso del Putsch de la Cervecería de 1923, Hitler, durante su juicio, omitió su antes habitual dialéctica antisemita y centró su defensa en su desinteresada devoción por el bien del pueblo alemán y la necesidad de medidas audaces para salvarlo. Hitler decía salvar al pueblo alemán del Tratado de Versalles, que según él, oprimía a Alemania. A partir de entonces, sus discursos se fueron cargando cada vez más de una aparente e ilimitada devoción al pueblo alemán, aunque sin eliminar el antisemitismo. Incluso una vez instalado en el poder, sus discursos seguían mencionando el servir a Alemania. Cuando se produjo el Incendio del Reichstag, el incidente fue utilizado por los nazis para justificar la violencia anticomunista y antisemita, e incluso el propio Hitler habló sobre una nueva vida, honor, y unidad en Alemania. De forma similar, la Noche de los cuchillos largos fue justificada por la existencia de un peligro tan grande para la población que sólo una acción decisiva los salvaría. Goebbels, sin embargo, comentó que Hitler después de ese evento se encontraba en una «trágica soledad», como un «Sigfrido» obligado a derramar sangre para preservar Alemania.
La devoción al Volk es un elemento común presente en la propaganda nazi. Por ejemplo, un violento líder de las Sturmabteilung (SA) fue presentado como un hombre del pueblo, de carácter simple, fuerte y honesto. Se llegó a emplear a oradores de la SA, en parte, por el «atractivo» de su forma campechana de hablar al público. Horst Wessel, un conocido miembro de las SA en Berlín que había sido asesinado, también se convirtió en una de las principales figuras de la propaganda nacionalsocialista, al que incluso se le llegó a dedicar una película, Hans Westmar. Sin embargo, hubo un elemento de la vida de Wessel que fue alterado y edulcorado para el film propagandístico: el hecho de que Wessel provocaba a conciencia enfrentamientos violentos con los comunistas. No obstante, el personaje ficticio de la película inspirado en él —Westmar— predicaba la reconciliación de clases, y su muerte logra unificar a estudiantes y trabajadores. Estos cambios también fueron trasladados a la imagen propagandística de la Sturmabteilung, cuyo pasado violento, rebelde y polémico tenía que ser adaptado a los ideales de la comunidad popular para que fuera útil a los nazis, ahora que se encontraban en el poder. Esta unidad de todos los alemanes era lo que justificaba la propaganda nazi; si bien su connotación peyorativa había surgido exclusivamente de su uso egoísta por la propaganda, el respetable objetivo de los nazis —conseguir la unidad del pueblo alemán— hacía que ello fuese algo honorable para su militancia.
La propaganda oficial también justificaba la existencia del Estado de Partido único como todo lo que necesitaba una sociedad con una única voluntad, en la cual Hitler implementaba la voluntad del Volk más directamente que en una democracia. Los ataques lanzados contra Gran Bretaña —a la que calificaban como una plutocracia— también enfatizaban cómo los alemanes, siendo capaces de participar en el Volk, eran mucho más libres que los británicos.
En su panfleto Estado, Volk y Movimiento, Carl Schmitt elogió la homogeneidad del pueblo y la consiguiente Volksgemeinschaft que según él se había establecido; también elogió la expulsión de los Judíos de la vida política aunque sin llegar a utilizar el término «Judío» y utilizando muy raramente el término «no ario»; Schmitt consideró que el Gleichschaltung no era suficiente, por lo que los principios nacionalsocialistas debían continuar para así lograr construir un pueblo alemán puro.
Incluso la obra "inconsciente colectivo" de Carl Jung era preferida a los conceptos freudianos por sus elementos comunales. Jung pertenecía a la escuela psicoanalítica de Sigmund Freud, cuyos planteamientos eran radicalmente rechazados por los nazis. Sin embargo, esta circunstancia no fue un problema para los trabajos de Jung.
La Volksgemeinschaft también fue representada durante la Segunda Guerra Mundial en las películas dirigidas a la población en la retaguardia, con la guerra uniendo a todos los niveles de la sociedad, como se puede ver en las dos películas más populares de la época nazi: Die grosse Liebe y Wunschkonzert. El programa de radio Wunschkonzert —en el cual se basaría posteriormente la película homónima— alcanzó una gran popularidad por la música difundida, ya que se afirmaba que era la solicitada por los miembros de las fuerzas armadas. Los intentos para lograr que las mujeres de "mejores clases" asumieran puestos de trabajo en fábricas fueron presentados como una ruptura de las barreras existentes entre clases y así ayudar a crear la imagen una verdadera «comunidad popular». La falta de apoyo a la guerra era considerada un acto antisocial; la propaganda presionó y en parte logró que en 1944 la producción de armas se elevara a su máximo histórico.

### Pie de página
1. ↑  Fritzsche, 2008, p. 38.
2. 1 2 3 4 5  Fritzsche, 2008, p. 39.
3. ↑  Kammer, 1985, p. 222.
4. ↑  Carsten, 1970, p. 93.
5. ↑  Tönnies, 2001, pp. xxxii-xxxiii.
6. ↑  Fritzsche, 2008, p. 41.
7. ↑  Koonz, 2003, p. 18.
8. 1 2 3  "The Volk (enlace roto disponible en Internet Archive; véase el historial, la primera versión y la última)."
9. ↑  Cecil, 1972, p. 166.
10. ↑  Majer, 2003, p. 369.
11. ↑  Fritzsche, 2008, pp. 44-45.
12. 1 2 3 4  Fritzsche, 2008, p. 46.
13. ↑  Fritzsche, 2008, p. 45.
14. 1 2  Fritzsche, 2008, p. 47.
15. 1 2  Grunberger, 1995, p. 46.
16. 1 2  Fritzsche, 2008, p. 51.
17. 1 2 3  Grunberger, 1995, p. 79.
18. ↑  Grunberger, 1995, p. 18.
19. ↑  Koonz, 2003, p. 6.
20. ↑  Overy, 2004, p. 232.
21. ↑  Grunberger, 1995, p. 19.
22. ↑  Mayer, 1995, p. 105.
23. ↑  Koonz, 2003, p. 21.
24. ↑  Overy, 2004, p. 3.
25. ↑  Koonz, 2003, p. 25.
26. ↑  Koonz, 2003, p. 31.
27. ↑  Koonz, 2003, p. 40.
28. ↑  Koonz, 2003, p. 96.
29. ↑  Rhodes, 1976, p. 16.
30. ↑  Mosse, 2003, p. 18.
31. ↑  Koonz, 2003, p. 89.
32. ↑  Koonz, 2003, pp. 85-86.
33. ↑  Koonz, 2003, pp. 86-88.
34. ↑  Rupp, 2015, pp. 99-100.
35. ↑  Overy, 2004, pp. 58-59.
36. ↑  Balfour, 2011, p. 163.
37. ↑  Koonz, 2003, pp. 59-60.
38. ↑  Mosse, 2003, p. 199.
39. ↑  Leiser, 1974, p. 63.
40. ↑  Hertzstein, 1977, pp. 294-295.
41. ↑  Rupp, 2015, p. 131.
42. ↑  Balfour, 2011, p. 373.